# Борго деј Комизани (Рагуза)
Борго деј Комизани је насеље у Италији у округу Рагуза, региону Сицилија.
Према процени из 2011. у насељу је живело 24 становника. Насеље се налази на надморској висини од 175 м.